# Hari (ca sĩ)
Hari (tiếng Hàn: 하리; Romaja: Hari), tên thật là Jeong Sung-kyung (tiếng Hàn: 정성경; Romaja: Jeongseong-gyeong, sinh 6 tháng 2 năm 1990) là một ca sĩ người Hàn Quốc được biết đến sau đĩa đơn năm 2012, Gwiyomi mà sau đó đã trở thành hiện tượng Internet đầu năm 2013. Hiện tại cô ký hợp đồng với Dandi Recordz.

## Danh sách phim
| Năm  | Tiêu đề       | Vai trò    | Chú thích                     | Quốc gia    |
| ---- | ------------- | ---------- | ----------------------------- | ----------- |
| 2013 | It's Showtime | Chính mình | Khách mời; 2 tháng 9 năm 2013 | Philippines |

## Danh sách đĩa hát

### Đĩa đơn
| Năm  | Tiêu đề            | Chú thích                    |  |
| ---- | ------------------ | ---------------------------- |  |
| Năm  | Tiêu đề            | Chú thích                    |  |
| 2010 | Fan Cake (팬케잌)  | Đĩa đơn kỹ thuật số          |  |
| 2012 | 조으다 완전 조으다 |                              |  |
| 2012 | 훈녀 BGM           |                              |  |
| 2013 | 1더하기1은 귀요미  | Đĩa đơn kỹ thuật số          |  |
| 2013 | 귀요미송           | Tiêu đề đặt lại cho đĩa đơn. |  |